# Aphthona fuentei
Aphthona fuentei es un coleóptero de la familia Chrysomelidae. Fue descrita científicamente por primera vez en 1901 por Reitter.